# Fluicity
 (janvier 2022).
Fluicity est une entreprise franco-belge developpant une plateforme numérique de consultation citoyenne, active dans les secteurs des GovTech et des CivicTech .

## Historique
L’entreprise a été fondée par Julie de Pimodan, ancienne journaliste et salariée de Google, pour laquelle elle dirige DoubleClick au Moyen-Orient.
Julie de Pimodan quitte Google en 2015 pour fonder Fluicity. Elle rencontre Nicolas de Briey puis Jonathan Meiss qui deviennent cofondateurs en tant que COO et CTO.
La start-up reçoit le MIT Innovation Award 2015 (concours d’innovation numérique de la BPI) fait partie de la promotion 2015 de l'Échappée Volée, do-tank de TEDxParis. Depuis mai 2018, Fluicity est également membre de France-Eco Social Tech (FEST).
En décembre 2019, la startup est reconnue d'intérêt public en recevant l'agrément français ESUS (entreprise solidaire d'utilité sociale).
En février 2020, Fluicity annonce une levée de 2 millions d'euros auprès d'investisseurs français et belges. Elle cofonde cette même année l'Association Civic Tech Europe (ACTE) avec d'autres entreprises du secteur pour défendre la place et les bonnes pratiques de la participation citoyenne à l'échelle européenne[source insuffisante].

## Concept
Dans le cadre des Civic Tech (abréviation en anglais des « technologies civiques », soit l’ensemble des initiatives qui entendent contribuer à la citoyenneté au moyen des nouvelles technologies), Fluicity propose des espaces collaboratifs en ligne dédiés à la participation citoyenne. En 6 ans d'existence, elle organise 500 consultations citoyennes pour une centaine de clients.

## Critiques
Cette section ne s'appuie pas, ou pas assez, sur des sources secondaires ou tertiaires indépendantes du sujet.

Pour l'améliorer, ajoutez-en, ou placez des modèles {{Source secondaire souhaitée}} ou {{Source secondaire nécessaire}} sur les passages mal sourcés. (janvier 2022)

Dans sa thèse de Philosophie sur Les normes de la démocratie à l'épreuve de la participation citoyenne numérique institutionnalisée, sous la direction d'Emmanuel Picavet à l'Université Paris I Panthéon-Sorbonne, Quentin Cardi souligne les limites de la plateforme Fluicity, d'abord en termes d'inclusion des citoyens :
les citoyens ne donnent pas leur avis en proposant une initiative, ils le donnent en fonction d'une consultation. (...) Le citoyen aurait le sentiment d'être ignoré (ce qui renvoie à la « crise de la représentation »). Fluicity ne s'adresse donc pas tant à tous, qu'à une certaine catégorie de la population. (...) En permettant un contact direct entre l'élu et le citoyen, l'objectif est de rétablir la confiance. Mais la consultation n'est pas contraignante pour l'élu et le problème sera le même que celui des débats habituels : un risque de manipulation de la parole, qui empêche au citoyen d'exprimer clairement sa voix. (p. 62)
Quentin Cardi souligne également le défaut de représentativité des populations participant aux consultations sur la plateforme Fluicity :
les TIC servent à améliorer notre accès à l'information, ainsi qu'à la communication avec autrui, qu'on le connaisse personnellement ou non. Notons néanmoins que trop s'intéresser à l'avenir peut nuire au présent : il est nécessaire de posséder un smartphone pour participer sur Fluicity, et la plupart des personnes âgées ne maîtrisent pas les outils numériques. Rien n'est dit sur une éventuelle participation de ces personnes à la vie commune, ce qui constitue une limite d'importance. (p. 289)
À la suite de la consultation Ma Wallonie, lancée par le gouvernement wallon et opérée par Fluicity, l'absence de délibération est pointée du doigt par Min Reuchamps, professeur en sciences politiques à l’UCLouvain :
L’idée du gouvernement a été de demander l’avis et les idées des citoyens, et ce n’est pas une mauvaise chose, mais il faudrait amener les citoyens plus loin dans le processus. Le vrai enjeu n’est pas le nombre d’idées mais ce qu’on en fait. Or, il n’y a pas de délibération prévue entre citoyens.